# Kitzinger Nahverkehrsgemeinschaft

Logo der Kitzinger Nahverkehrs Gemeinschaft

Die Kitzinger Nahverkehrs Gemeinschaft (KiNg) war ein Verkehrsverbund im Landkreis Kitzingen in Bayern. Zum 1. Februar 2009 wurde er in den Verkehrsverbund Mainfranken integriert, welcher am 1. Januar 2025 wiederum im Nahverkehr Mainfranken aufging.
Es bestand ein gemeinsamer Tarif für Bus und Bahn.

## Beteiligte Unternehmen
- DB Regio AG
- Omnibusverkehr Franken (OVF)
- Burlein & Sohn GmbH & Co. KG
- Danzberger GmbH
- HZ-Reisen GmbH & Co. KG
- Raab-Reisen GbR